# جونغ جون هو
جونغ جون هو (هانغل: 정준호)؛ هو ممثل كوري جنوبي ولد في 1 أكتوبر 1970. اكتسب شهرة في بمسلسل «أمراة مثلك» عام (2002)، والمسلسل الناجح آيريس لعام 2009.

## وصلات خارجية
- جونغ جون هو على موقع IMDb (الإنجليزية)
- جونغ جون هو على موقع ألو سيني (الفرنسية)
- جونغ جون هو على موقع قاعدة بيانات الفيلم (الإنجليزية)
- جونغ جون هو على موقع كينوبويسك (الروسية)